# Chorizema nervosum
Chorizema nervosum là một loài thực vật có hoa trong họ Đậu. Loài này được T.Moore miêu tả khoa học đầu tiên.